# Hymenopenaeus propinquus
Hymenopenaeus propinquus is een tienpotigensoort uit de familie van de Solenoceridae. De wetenschappelijke naam van de soort is voor het eerst geldig gepubliceerd in 1907 door De Man.